# Charles Perrat
Charles Perrat est un paléographe, né le 14 janvier 1899 à Lyon, et mort le 4 juillet 1976 à Saint-Mandé, professeur à l'École nationale des chartes.

## Carrière
- Élève de l'École des chartes (1922-1926)
- Archiviste paléographe (1926), major de promotion
- Membre de l'École française de Rome (1926-1928)
- Conservateur aux Archives nationales
- Secrétaire de l'École des chartes (1931-1937)
- Professeur d'histoire des institutions à l'École des chartes (1937-1953)
- Professeur de paléographie à l'École des chartes (1953-1970)

Autres fonctions :
- Membre correspondant de l'Académie des sciences, belles-lettres et arts de Lyon (1945-1976)
- Membre du Comité des travaux historiques et scientifiques
- Membre du Comité international de paléographie latine
- Président de la Société de l'histoire de France
- Membre de la Société historique, archéologique et littéraire de Lyon (1943-)
- Membre résidant de la Société nationale des antiquaires de France

- Secrétaire de rédaction de la Revue historique de droit français et étranger
- Chargé de cours à la faculté des lettres de Paris